# ريان كوك (مغني)
ريان كوك هو مغني وكاتب أغاني كندي، ولد في 3 أبريل 1981.

## وصلات خارجية
- الموقع الرسمي